# Гиззатуллина-Волжская, Сахибжамал Гиззатулловна
Гиззатуллина-Волжская, Сахибжамал Гиззатулловна (тат. Сәхибҗамал Гыйззәтулла кызы Гыйззәтуллина-Волжская; 1885, Казань — 6 апреля 1974, Чистополь) — татарская российская и советская актриса и режиссёр. Заслуженная артистка Татарской АССР (1926).

## Биография

Могила Гиззатуллиной на татарском кладбище Казани

Сахибжамал Гиззатуллина-Волжская родилась в Казани в 1885 г. В 1907 г. она вошла в состав труппы Ильясбека Ашказарского, а в 1912 г. организовала в Уфе татарскую труппу первого театра «Нур», наследником которого является современный театр «Нур». Эта труппа распалась в тяжёлые годы Гражданской войны в России, а Сахибжамал стала руководительницей 6-й фронтовой труппы при 2-й армии Восточного фронта РККА. По окончании Гражданской войны Сахибжамал работала в коллективах драматических театров в Ижевске и Казани. В 1923 г. она выступала в Башкирском театре драмы.
Сахибжамал Гиззатуллина-Волжская была известна как актриса реалистического направления. Она исполнила такие роли, как Луиза (Ф. Шиллер «Коварство и любовь»), Трильби (пьеса Г. Ге по роману Дж. Дюморье), Марианна (Ж. Мольер, «Скупой»). Она сыграла также яркие роли Шафики (дебютная роль, 1907 г. по Н. Кемаль, «Жалкое дитя»), Сарби (Г. Камал, «Распутство»), Биби (З. Сеид-Заде, «Несчастная Бибижихан»), Катерины (А. Н. Островский, «Гроза»).
В Башкирском театре драмы она сыграла роли Зулейхи (К. Г. Тинчурин, «Юсуф и Зулейха»), Сарби (Ф. Бурнаш, «Молодые сердца»).
Как режиссёр она обращалась к героико-романтическим, трагедийным произведениям, изображению больших и сильных чувств: пьесы «Молодёжь», «Неравные» (Ф. Амирхан), «Зулейха» (Г. Исхаки) и др.
Татарский писатель, поэт и драматург Наки Исанбет жизни и творчеству Сахибжамал Гиззатуллиной-Волжской посвятил пьесу «Гульджамал» (тат. Гөлҗамал).
Жила в Казани на улице К. Маркса, 60. Умерла в Чистополе в 1974 г.
Похоронена в Казани на татарском кладбище в Ново-Татарской слободе.